# 모니카 겔러

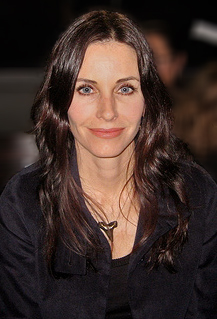

모니카 겔러빙(Monica Geller-Bing, 1969년 3월생)는 미국의 유명한 시트콤 <프렌즈>의 허구적 인물로, 코트니 콕스가 연기하였다.
모니카는 등장인물 중 가장 엄마같은 인물로 묘사되며 그녀의 아파트는 6명의 주인공들이 종종 모여 노는 장소로 나온다. 그녀는 친구들을 가장 잘 돌보기도 하지만, 동시에 경쟁적이며 집착적인 결벽증을 가진 환자로도 묘사된다. 직업은 요리사이다.

## 같이 보기
- 프렌즈